# Andy Scott
Andy Scott (Wrexham, 30 giugno 1949) è un cantante, chitarrista e compositore britannico, famoso per essere il cantante della band heavy metal/glam rock Sweet. Dopo la morte del bassista Steve Priest nel giugno 2020, Scott è l'ultimo membro sopravvissuto della formazione classica della band..

## Biografia
Scott ha iniziato a suonare il basso. Il suo primo concerto fu alla St Peters Hall di Wrexham con i The Rasjaks nel novembre 1963 e poi con altre band, tra cui i  Guitars Incorporated.
Nel 1966 si unì ai The Silverstone Set (in seguito abbreviato in The Silverstones). Quando questi si sciolsero, Scott formò la Elastic Band, che registrò un album intitolato Expansions of Life. Il cantante Ted Yeadon se ne andò per unirsi ai Love Affair, dopodiché la band si sciolse.  
Scott ha poi suonato nella band di supporto per The Scaffold, che comprendeva anche Mike McGear al basso e al sassofono. Ha continuato a unirsi ai Mayfield's Mule, che hanno registrato tre singoli, "Drinking My Moonshine", "I See a River" e "We Go Rollin '". Un album è stato pubblicato anche in Uruguay chiamato Mayfields Mule con i titoli delle canzoni tradotti sulla copertina in spagnolo.
Nella tarda estate del 1970, Scott sostituì Mick Stewart negli Sweet dopo un'audizione davanti a Brian Connolly, Steve Priest e Mick Tucker, così come ai manager del gruppo Nicky Chinn e Mike Chapman. 
Scott ha pubblicato il suo secondo singolo da solista, "Gotta See Jane", nel 1983 con il nome di Ladders. Era una cover del successo di R. Dean Taylor Motown ed è stata prodotta da lui stesso e da Louis Austin, che aveva lavorato con gli Sweet come ingegnere in passato.

## Discografia

### Solista
- 2005 - Lords of Dogtown

### Con gli Sweet
- 1971 - Funny How Sweet Co-Co Can Be
- 1974 - Sweet Fanny Adams
- 1974 - Desolation Boulevard
- 1976 - Give Us a Wink
- 1977 - Off the Record
- 1978 - Level Headed
- 1979 - Cut Above the Rest
- 1980 - Waters Edge
- 1982 - Identity Crisis